# 2007年香港特別行政區成立周年紀念煙花匯演

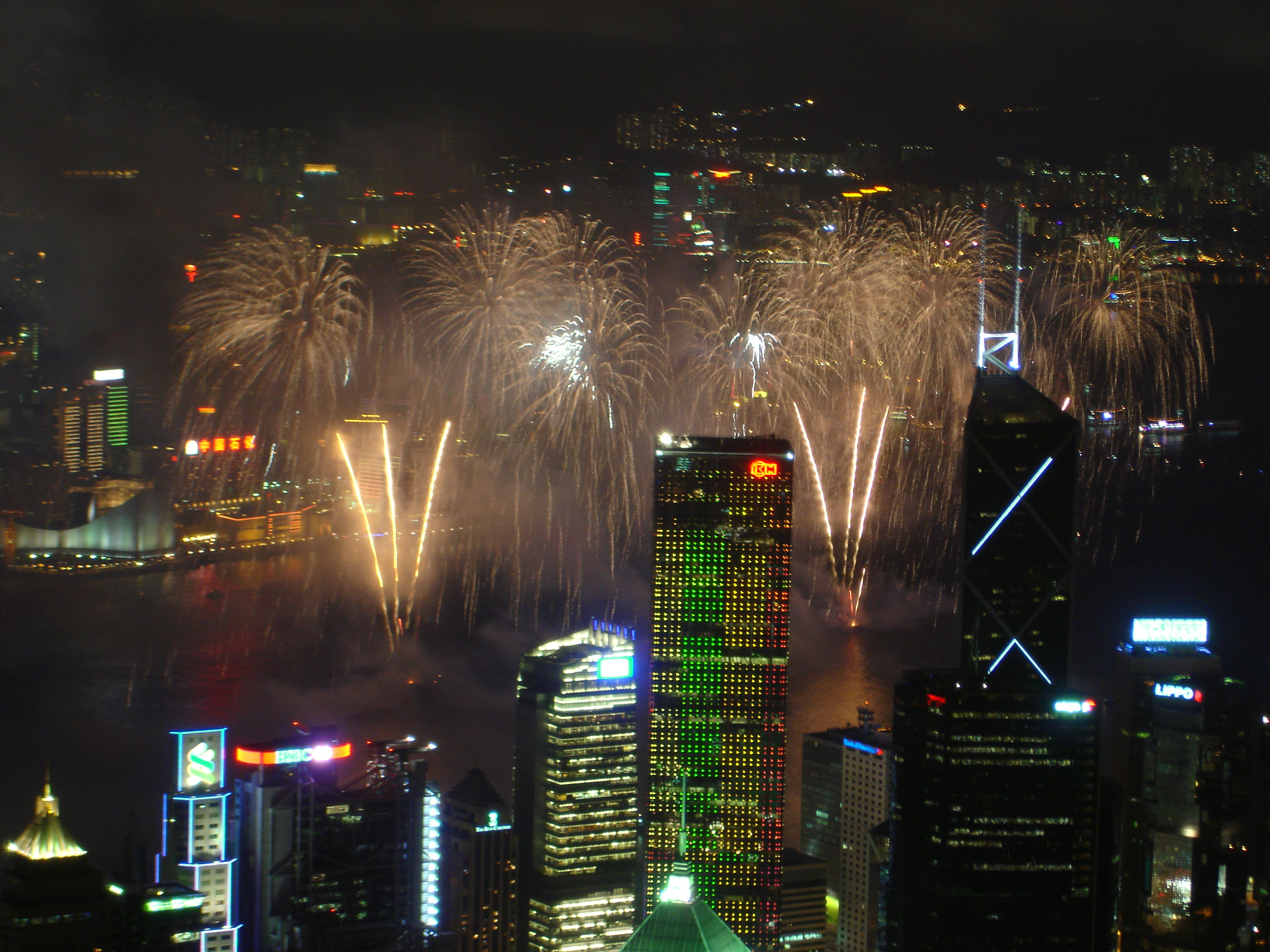
在太平山頂角度拍攝的煙火場面

2007年香港特別行政區成立周年紀念煙花匯演是香港特別行政區政府為慶祝其成立十周年而所舉辦的一項煙花匯演節慶活動，於2007年7月1日在維多利亞港上空舉行。

## 節目程序
由於是次煙花匯演加入「幻彩詠香江」，故節目程序與一般的維港煙花匯演略有不同，以下將闡述其內容。

### 幻彩詠香江
是次節目以歷時13分40秒、加插大廈樓頂煙火表演的「幻彩詠香江」作序幕，匯演共有五個主題，分別為：
- 第1幕：旭日初升

幾道激光象徵大地慢慢蘇醒，再以繽紛躍動的彩光照亮參與匯演的各幢建築物，譜出香港從誕生至茁壯成長的過程。
- 第2幕：活力澎湃

透過建築物顏色由下而上的漸變效果，以及激光和探射燈在黑夜中的舞動，喻意香港的無限創意和活力。
- 第3幕：繼往開來

在中樂的悠揚樂韻伴隨下，以寓意吉祥的紅色和金色映照維港兩岸的建築物，展示香港富有中國傳統文化特色的一面。
- 第4幕：共創輝煌

以激光和探射燈照射對岸，加上維港兩岸的幻彩互相配合舞動，喻意港九兩岸攜手共創輝煌。
- 第5幕：普天同慶

亮起像萬花筒般旋轉的燈光圖案，配合騰飛舞動的燈光效果，象徵大家同心合力，為香港這個亞洲國際都會創造更光輝的未來。

### 海上煙花匯演
至於當晚的海上煙花匯演，則由約晚上8時14分開始，歷時23分鐘；十幕煙花分別以不同的歌曲作主題，分別為：
| 幕次                                                  | 時間              | 內容介紹 | 備註 |
| 第1幕：歌唱祖國 配樂：歌唱祖國                        | 20:13:41-20:15:06 | 「錦冠大柳」、「環帶五角星」及「洋紫荊」煙花在一片禮炮聲中覆蓋維港水面，突顯出香港的港口風貌，寓意一國兩制在香港落實，創下成功的一頁。 |      |
| 第2幕：中國人 配樂：中國人 原唱：劉德華               | 20:15:07-20:17:41 | 「紫紅花雨」煙花襯托著在香港首次發放的紅、黃色「中」「国」「人」三個簡體中文造型字煙花，寓意中國人血脈相連，足跡遍布在全球每個角落。 |      |
| 第3幕：絲綢之路 配樂：絲綢之路                        | 20:17:42-20:19:29 | 金、銀兩色的煙花，在海上營造出低空「絲綢瀑布」效果；而「天使秀髮」煙花像絲綢般傾流大地，把絲綢之路的美景呈現在觀眾的眼前。 |      |
| 第4幕：明日恩典 配樂：明日恩典 原唱：容祖兒           | 20:19:30-20:22:42 | 天空中出現的「笑臉」及「紅心」造型煙花，代表著為觀眾帶來歡樂的氣氛；而首次出現的「太陽花」及「蝸牛」煙花，則象徵著香港生機勃勃，社會欣欣向榮。 |      |
| 第5幕：奧運夢 配樂：Olympic Dream 演奏：Maksim Mrvica | 20:22:43-20:24:20 | 為慶祝2008年奧運會在北京舉行，天空上將綻放「奧運五彩環」造型煙花，標誌著「同一個世界、同一個夢想」的奧運主題；而多個紅色的「2008」數字造型煙花，則祝願北京奧運會能成功舉行，中國奧運健兒在賽事中再創佳績。                                                                                  |      |
| 第6幕：美麗花園 配樂：Wonderland 演奏：Maksim Mrvica  | 20:24:21-20:26:13 | 「七彩波浪」煙花在低空中出現，意味著中港兩地人才輩出，為同一個家而努力。各路精英扎根，就像「鐵樹」煙花般生機茂盛。 |      |
| 第7幕：漁舟唱晚 配樂：漁舟唱晚                        | 20:26:14-20:28:49 | 「水中噴花」煙花如小魚兒在水中跳躍，寓意維港藍天碧海；一連串低空煙花像漁翁撒網，預示著是年（2007年）是「豐收之年」，煙花配合著抒情的音樂，重新展現出香港昔日的小漁港風貌。 |      |
| 第8幕：東方之珠 配樂：東方之珠 原唱：群星             | 20:28:50-20:31:29 | 四種顏色的「千個錦冠」煙花配上「千個銀閃柳」煙花及「大銀閃」煙花，展現出香港的千嬌百媚，把東方之珠發揮得淋漓盡致，寓意香港是從一個小漁港，日漸成長成為一顆光彩奪目、聞名國際的明珠。 |      |
| 第9幕：始終有你 配樂：始終有你 原唱：群星             | 20:31:30-20:33:20 | 天空上將燃放多個紅色「十」字，再配以黃色的煙花環，象徵是年為香港特區成立十周年；在主題曲《始終有你》的襯托下，寓意香港將有一個美好的前景。 |      |
| 第10幕：保衛黃河 配樂：保衛黃河                       | 20:33:21-20:36:51 | 「七彩牡丹」煙花及「大錦冠菊帶紅閃綠閃」煙花將整個夜空填滿，再呈現出「時雨錦冠雜色菊」煙花，像黃河水聲般沙沙作響以振奮人心，並把整個煙花匯演帶進最高潮。在最後五秒之時，大會將以連續發放400枚禮炮，為煙花匯演作謝幕，向中港兩地市民致敬。祝願中國國家昌盛，人民富足，人人攜手共創和諧社會。 |      |

## 前期籌備工作
自香港主權移交以來，香港政府曾在1997年及2002年的7月1日特區成立或其周年紀念時舉行煙花匯演，而是次則因為慶祝香港特區成立十周年，政府有感歷史意義重大，故早於2006年11月3日的新聞發佈會上便表明會於十周年紀念當天，舉行一場煙花匯演。
由於特區成立十周年是一個特別的年份，加上預期會有中國中央領導人到訪香港，甚具宣傳之效。故消息一經傳出後，多個財團及團體均希望能贊助是次煙花匯演，而不少相關人士均運用各種方法，向友好政府官員暗示有意贊助。 而其中一個有意贊助的團體「香港慶典活動籌備委員會」，其召集人鄭耀棠更於政府公佈消息的同一天表示，正尋找贊助者協助舉辦煙花匯演。
2006年12月26日，特區成立十周年慶典籌備辦公室主任楊立門首次表示，現階段已有約五個財團和單位願意贊助煙花匯演，較以往踴躍。 而是次煙花匯演的規模將較以往龐大，更會配合幻彩詠香江在7月初激光演出，故贊助費用亦較以往高。
另一方面，政府內部於2007年1月亦有消息指，由於要遷就中國國家領導人的行程，故有關方面曾計劃把煙花匯演提前一天至6月30日舉行，甚至有構思提出把舉行地點移到青馬大橋或新建成的深港西部通道，以重拾1997年4月青馬大橋開通時，煙花由橋上傾瀉而下的壯觀場面，但這些建議最後並未有獲得接納。
2007年2月，有消息指是次煙花匯演的「贊助權爭奪戰」已白熱化，多個財團、團體均表示有意贊助，藉此表達其「愛（中）國愛（香）港」的情操，政府根本毋須擔心贊助問題。但由於特區成立十周年為「中國國家大事」，故政府在挑選贊助商亦要特別小心，以免得失任何財團，若以單位或團體名義贊助，勝算則會較高。
2007年3月30日，香港政府召開新聞發佈會，確定是次煙花匯演將與「幻彩詠香江」一同舉行，命名為幻彩詠香江暨煙花匯演，並把7月1日至8日的「幻彩詠香江」所加插之煙火表演同時接受贊助申請，以延續歡慶氣氛。康文署表示，有意贊助之機構須於同年4月16日或之前遞交申請。
2007年4月27日，負責策劃是次煙花匯演的毛偉誠向記者透露，由於是年是香港特區成立十周年，具有特別意義，故在3月起已開始設計出多種具意義又特別的新款特別效果。他表示，是次煙花匯演將以表達十周年主權移交的事物作構思方向，現階段已構思的有「十」、「中國人」等字以賀主權移交十周年。他表示，由於以「煙花造字」須保持字型完整，在技術上頗有難度，但他已有六成把握能於維港兩岸上以煙花呈現。另一方面，由於當時剛抵達香港的兩隻大熊貓「盈盈」及「樂樂」成為市民焦點，故亦可能把牠們的樣子放到天空之上，以煙花顯示出來，他指這在技術上不難做到，眼睛甚至可以「做到」發光，而煙花也再不會是只有黑色和白色，取而代之的將是以紅色、綠色及金色等繽紛色彩。當被問及煙花匯演贊助權誰屬時，他就表示屆時可能由廣東社團聯會及中華總商會等負責統籌。
2007年5月27日，香港各界慶典籌備委員會召開記者招待會，其執行主席鄭耀棠表示他們已得到英皇集團、世茂房地產、世界傑出華人基金會及香港廣東社團總會聯合贊助，並會攤分有關活動的開支。鄭耀棠希望煙花匯演，能為維港兩岸增添色彩。

## 正式對外宣佈
2007年6月13日，各贊助者聯同煙花匯演製作公司及民政事務局代表，假尖沙咀香港文化中心召開記者招待會，以介紹當晚煙花匯演的特色。是次煙花匯演於香港特區成立十周年紀念日（2007年7月1日，星期日）香港時間晚上八時，於維多利亞港上空舉行。贊助商將匯演題為《火樹銀花慶回歸 香江十載萬象新》，並於匯演當晚於香港會議展覽中心舉行「回歸10年 - 煙花匯演暨群星耀香江」晚會。煙花匯演共分成10幕，並由4艘躉船發放共31,888枚煙花彈，歷時23分鐘，再加上「幻彩詠香江」的煙火效果，共耗資1600萬港元。
是次煙花匯演將一如以往，會有多款煙花圖案在香港煙花匯演中首次出現。其中以第二幕《中國人》最受矚目，大會將再次利用新技術，製成「中国人」（簡體字）三個煙花造型字，並在維港上空發放，寓意中國人的足跡遍布全球每一個角落，展示中國人滿懷理想、堅毅不屈的民族精神。據匯演策劃者毛偉誠指，「中国人」三字乃是次煙花表演中難度甚高的一項。而為了讓海港兩面的市民均容易看見這三個字，在表演時大會會加重火藥，不斷爆發十多次以加強視覺效果。另外，由於「国」字效果與同年的賀歲煙花匯演所出現之「吉」字煙花形狀相似，要避免「走樣」有一定難度。
第五幕的「奧運夢」則會綻放奧運五彩環，及呈現兩個紅色的「2008」字樣煙花，以標誌2008年的北京奧運能成功舉行，別具象徵意義。此外，第九幕煙花《始終有你》將以特區成立十周年主題曲「始終有你」的襯托下，燃放多個紅色十字形煙花環，以象徵香港特區成立十周年，社會安定繁榮。
至於最後一幕煙花《保衛黃河》，「七彩牡丹」煙花及「大錦冠菊帶紅閃綠閃」煙花填滿夜空，再呈現出「時雨錦冠雜色菊」煙花，像黃河水聲般沙沙作響以振奮人心，並把整個煙花匯演帶進最高潮。在最後五秒之時，大會將以連續發放400枚禮炮，為煙花匯演作謝幕。贊助者冀透過煙花，向中港兩地市民致敬，並祝願中國國家昌盛，人民富足，人人攜手共創和諧社會。
此外，在煙花匯演開始前，歷時13分40秒的「幻彩詠香江」為全晚的活動展開序幕。據毛偉誠表示，當晚「幻彩詠香江」由「旭日初升」、「活力澎湃」、「繼往開來」、「共創輝煌」、「普天同慶」共五個主題組成。港島及九龍共有43座建築物會發出互動燈光及音樂效果，展示維港充滿動感和多姿多采的一面，而其中16座大廈的樓頂，更會發放出七彩繽紛的煙火效果配合，令海上以至高空中都滿布煙花及煙火，以艷麗的色彩引領觀眾體驗香港是一個活力充沛、多姿多采及充滿動感的國際大都會。踏入第十三分廿五秒，維港海面、中空、建築物天台及高空都會同時發放煙花及煙火，是香港首次有如此巨型的煙花製作，使節日的夜空更璀璨美麗。此外，主辦單位更於7月2日至8日連續八晚於「幻彩詠香江」加入樓頂煙火表演，以延續特區成立十周年的喜慶。
整體而言，是次煙花匯演的整體設計均以「特區成立十周年」的相關事物為主，而毛偉誠更認為每一幕的設計均別出心裁。而是次煙花匯演將出動四艘躉船，停泊於香港會議展覽中心對出約300米海面成一直線排開，每艘躉船將相距約170米，以營造出一個300米高乘1000米闊的「大銀幕」效果，現場觀眾即使距離海邊較遠，也能獲得360度的強烈視覺震撼和驚喜，故市民毋須擠到海港兩旁觀看。
贊助者之一的香港各界慶典籌備委員會主席鄭耀棠表示，今次的煙花匯演可謂以特區成立以來「最大型」及「最金碧輝煌」的一次。並打破了多個紀錄。他表示是次煙花活動將燃放的煙花彈數量、高度及費用等，都是歷次「特區成立周年煙花匯演」中最大的一次，而贊助機構的數量，也是歷年之最。僅香港各界慶典籌備委員會便包括了商會、工會、教育界和地區組織等八百多個團體，顯示了香港社會的和諧及團結。他估計，在「幻彩詠香江」亦會加入煙花的效應下，維港兩岸的商業大廈亦會呈現燈火，相信當晚會更加璀璨奪目，吸引數十萬人於當晚在海港兩岸觀賞。鄭耀棠希望透過這次極盡視聽之娛的煙花匯演可表達香港人拼勁、勤勞及奮進的精神，並展現出中港市民對特區成立十周年的繽紛喜悅。此外，鄭耀棠亦祝願香港各方面能持續穩步發展，社會繁榮安定，與中國攜手邁向更美好的將來。
當被問及會否有中國國家領導人或政府官員出席觀賞是次煙花匯演時，鄭耀棠只表示已成功邀請中聯辦主任高祀仁及外交部駐港特派員呂新華答允出席，並擔任主禮嘉賓；但行政長官曾蔭權及解放軍駐港部隊司令員王繼堂則仍在聯絡中，據了解曾蔭權於煙花匯演舉行當日要到深圳出席活動，未知能否趕及主禮。他表示，已通知警方在當晚會有煙花匯演，警方將會在傍晚時份實施封路措施，方便市民前往維港兩岸觀賞匯演，如當日受天氣影響，未能按計劃舉行煙花匯演，大會將在當日透過電視及電台廣播公布，並順延至7月2日舉行。
而另一贊助者英皇集團，其主席楊受成表示較早前得悉香港各界慶典籌備委員會有意舉辦煙花匯演及特區成立十周年的活動後，便即聯絡鄭耀棠表示願意贊助及支持，並為活動增添氣氛。除安排歌手李逸朗擔任新聞發佈會司儀外，亦安排容祖兒擔任「慶回歸十周年煙花匯演」宣傳大使，但礙於她身在中國內地而不能親自到場，故預錄短片在現場播出以表支持。而在煙花匯演結束後，旗下英皇娛樂的一眾藝人及多個文化藝術團體會於會展參與「群星耀香江」晚會，並作表演助興。

## 後期籌備工作
香港警務處在6月28日估計，煙花匯演舉行當晚將約有30萬人到海港兩岸欣賞煙花。為此，香港政府多個政府部門在煙花匯演進行前，採取了多項陸上及海上交通等管制措施，以應付前往觀看煙花的人潮。
在海上交通方面，海事處於煙花匯演舉行當日，將海運大廈西南端至中區政府碼頭以及紅磡火車站貨運碼頭至奇力島香港遊艇會防波堤之間的維多利亞港中部水域列作限制區，並於當晚19:30至21:15期間禁止船隻行走，而天星小輪各航線及新世界第一渡輪各離島航線亦會於海港封閉期間暫停行走。另提供海上離岸觀賞煙花匯演之船隻須於匯演進行期間停於限制區以東的水域，而觀光遊覽船如在晚上九時十五分海港解封後，於中環碼頭及九龍公眾碼頭卸客，須於指定等候區內等候，而船隻使用碼頭時須從東面進入等候區，並於卸客後從西面離開。
而陸上交通方面，警方將於煙花匯演舉行當日下午五時起，陸續封閉尖沙咀區內多條街道。而香港島干諾道中、夏慤道、告士打道及灣仔軒尼詩道以北的大部分街道則於晚上六時半起封閉，而山頂區及由維園道至民康街之東區走廊西行線亦會採取交通管制措施。在封路及交通管制措施實行期間，所有設於受影響範圍的路旁泊車位將被取消，而在封路範圍內的停車場通道及酒店行車通道將於封路期間不准車輛進出。警方指出，由於維港兩岸部分道路將於煙花匯演前後時間封閉，而泊車位數量亦會減少，呼籲市民應使用公共交通工具前往海傍地區，並且不要在地鐵車站大堂或出入口停留等候，並提醒市民應小心保管財物，以防扒手在擠迫的地方有機可乘。另因尖沙咀多處地方有道路及建築工程，市民切勿走近或攀附鐵欄，免生危險。
而交通安排方面，九廣東鐵於當晚八時半至十時，會將班次加密至三分半鐘一班。地鐵於當晚六時至十時半加密班次，其中荃灣、觀塘、港島及將軍澳線將加密至三分鐘一班，而東涌線香港站至青衣站之間的服務亦會加密至五分鐘一班。而香港電車、山頂纜車及香港島內部分巴士服務亦會因應乘客需求而加密班次行駛。而所有位於受封路影響範圍之巴士車站及專線小巴站將會暫停使用，有關的車站將暫時設於佐敦匯翔道巴士總站，廣東道中港碼頭外、加連威老道香港科學館對出、中環交易廣場巴士總站及軒尼詩道近灣仔地鐵站等地點。

## 煙花匯演所帶來的商業活動
一如往年，煙花匯演亦帶旺了不少與其有關的商業活動。有商場為增加商舖零售收入，以開放停車場供人觀看煙花作招徠。另一方面，不少食肆、酒店、海上遊覽船等均推出與煙花匯演的商業活動以增加營業額。
在尖沙咀一家大型商場，顧客需於指定日期購物滿港幣一千元再加上20港元的慈善捐款，即可換取入場券乙張，憑券可於煙花匯演舉行當晚到露天停車場欣賞煙花匯演。
至於食肆方面，大部分能觀看煙花海景的食肆於匯演當晚的訂位於舉行前約一週已達90%，在中菜食肆方面，位於尖沙咀的其中一間食肆在5月中起推出四款「7.1回歸煙花宴」，每位由880至1,680元不等。其負責人在6月24日稱，當晚訂位已達90%，來自中港兩地的顧客各佔一半，並以商人佔多。估計人均消費比平常約700港元高出一倍。而中環及灣仔等地有多家享有海景的中式酒樓及食肆更幾近滿座，其中在中環國金商場的一家食肆負責人指，食肆推出每位968港元的八道菜回歸宴，至6月24日時訂位已達90%，而菜式的價格亦較2006年時增加貴5至8%，但仍有客人寫更貴菜式。餐廳負責人稱當晚營業額有望達30萬元。而西菜方面，一家在尖沙咀海運大廈及灣仔分域碼頭均設有分店的澳洲海鮮餐廳，推出了以黑松露、龍蝦、鵝肝等四道菜式作招徠的「回歸十週年二人套餐」，每兩位收費港幣1997元作噱頭，另每位顧客加送一支10年佳釀的紅酒或白酒，並配以一杯香檳。此外，一家以中式帆船造型作招徠的海上食肆，在6月推出每位468港元煙花夜套餐；據了解，該海上食肆於當晚將不斷供應小吃，包括鹵水蠶豆、魷魚及以紹興酒醃漬的花生，裝扮成「海盜船」以吸引遊人注意。
至於一些酒店旗下的食肆則各適其適，有日本餐廳以日本和牛、煙三文魚等自助餐食品作噱頭，而即使酒店內的食肆座位沒有海景，酒店方面亦會安排顧客到露天可觀看海景的地方欣賞煙花。而酒店本身亦提供多項優惠以吸引顧客入住。在灣仔港灣道的一間酒店，顧客只須付出港幣2,980元，便可入住海景客房一晚，並包括一千港元的餐飲額、香檳、自助早餐、水療中心八折優惠等，而退房時間亦可延至7月2日的下午四時。另位於尖沙咀靠近紅磡火車站的一家酒店，則推出「海上暢遊賀回歸」優惠，顧客可於7月1日晚上乘遊艇近距離賞煙花，並可在由酒店安排的遊艇上享用各式中西美食。據了解，酒店方面為方便食客一邊觀賞煙花，一邊享用美食，故把食物製成迷你分量，當中不乏「焦糖蘋果鵝肝醬」、「帕馬森芝士」及「三文魚他他鬆餅」等名貴的菜式，海上暢遊連一晚住宿的每位收費為港幣3,888元。
而海上遊覽船方面，其中一家有舉辦海上煙花團的旅行社表示，該公司是次推出了五個不同團隊，反應相當踴躍。而由於7月2日為補假，故亦吸引不少公司、團體及外地遊客查詢行程。另一方面，有鑑於不少顧客認為觀賞煙花匯演的行程比較單調，故加插到米埔濕地公園及西部長廊等景點參觀湊成「香港一天遊」以增加吸引力。

## 媒體播放
一如以往，無線電視翡翠台及亞洲電視本港台均會為煙花匯演作現場直播，而香港電台第四台亦會在煙花匯演舉行期間播出配樂，以供現場觀眾加強視聽效果。另外，多家香港境外電子傳媒亦會為是次煙花匯演作現場直播或錄影轉播。以下是有關電視節目的播映資料：
| 頻道                                  | 首播日期及時間 (HKT)                  | 主持                  | 收視／收看人數   | 備註 |
| ------------------------------------- | ------------------------------------- | --------------------- | ---------------- | ---- |
| 香港無線電視翡翠台                    | 2007年7月1日 19:57-20:37 （現場直播） | 王貽興、姚嘉妮 葉翠翠 | 24點 1,555,680人 |      |
| 亞洲電視本港台 （只播出海上煙花匯演） | 2007年7月1日 20:10-20:39 （現場直播） | 陳啟泰、張文慈        | 4點 259,280人    |      |